# Virnzel
Virnzel war ein Volumenmaß für trockene Waren. Verschiedene Werte  kennzeichnen das Virnzel. Abhängig vom Malter und unterschieden nach Getreideart war allgemein
- 1 Virnzel = 26,65 Liter

Die Maßkette war 
- Roggenmalter 1 Malter = 8 Virnzel = 32 Sester/Vierling = 128 Quart/Mässchen = 10747,9 Pariser Kubikzoll = 213,2 Liter
- 1 Gerstenmalter = 11944,25 Pariser Kubikzoll = 236,97 Liter
- 1 Hafermalter = 16621 Pariser Kubikzoll = 329,7 Liter

Besondere Maße waren 
- 1 Dom-Korn-Virnzel = 8,319 Metzen (preuß. = 3,511 Liter bis 1816) = 29,21 Liter
- 1 Dom-Hafer-Virnzel = 11,478 Metzen (preuß.)
- 1 Dom-Gersten-Virnzel = 9,4765 Metzen (preuß.)
- 1 Palast-Korn-Virnzel = 8,6081 Metzen (preuß.)